# Long Live the Kane
Albums de Big Daddy Kane
It's a Big Daddy Thing
(1989)
Singles
1. Ain't No Half Steppin'
Sortie : 1988
2. I'll Take You There
Sortie : 1989

Long Live the Kane est le premier album studio de Big Daddy Kane, sorti le 21 juin 1988.
L'album s'est classé 5e au Top R&B/Hip-Hop Albums et 116e au Billboard 200.

## Liste des titres
| No  | Titre                                           | Contient un (des) sample(s) de | Durée |
| --- | ----------------------------------------------- | --- | ----- |
| 1.  | Long Live the Kane                              | Tony the Tiger de Thurl Ravenscroft Say It Loud - I'm Black and I'm Proud de James Brown Hey, Last Minute des Meters Here Comes the Meter Man des Meters | 4:55  |
| 2.  | Raw (Remix)                                     | Square Biz de Teena Marie | 5:44  |
| 3.  | Set It Off                                      | Be Black Baby de Grady Tate Get Up, Get Into It, Get Involved de James Brown Grab Bag de Booker T. and the M.G.'s Change the Beat (Female Version) de Fab Five Freddy featuring Beeside All Night Long (Waterbed) de Kevie Kev | 4:05  |
| 4.  | The Day You're Mine                             | | 5:12  |
| 5.  | On the Bugged Tip (featuring Scoob Lover)       | Only You de Teddy Pendergrass I Like It de DeBarge Down by Law de Fab Five Freddy Just Rhymin' With Biz de Big Daddy Kane featuring Biz Markie | 3:17  |
| 6.  | Ain't No Half Steppin                           | "UFO" de ESG | 5:19  |
| 7.  | I'll Take You There                             | I'll Take You There des Staple Singers | 4:55  |
| 8.  | Just Rhymin' With Biz (featuring Biz Markie)    | Supercalifragilisticexpialidocious de Julie Andrews et Dick Van Dyke Do the Funky Penguin de Rufus Thomas The Payback de James Brown Synthetic Substitution de Melvin Bliss Funky President de James Brown Hollis Crew (Krush Groove 2) de Run–DMC | 4:01  |
| 9.  | Mister Cee's Master Plan (featuring Mister Cee) | I'm Chief Kamanawanalea (We're the Royal Macadamia Nuts) des Turtles It's My Thing de Marva Whitney Get on the Good Foot de James Brown I Promise to Remember de The Jimmy Castor Bunch Who's the Man? (With the Master Plan) des Kay-Gees Down on the Avenue du Fat Larry's Band I Can't Stop de John Davis and the Monster Orchestra Good Times de Chic Before I Let Go de Maze Featuring Frankie Beverly Here We Go (Live at the Funhouse) de Run-D.M.C. Bonus (A Side) d'Hashim Death Mix (Part 2) d'Afrika Bambaataa Shout de Tears for Fears The Show de Doug E. Fresh, Slick Rick et The Get Fresh Crew The New Style des Beastie Boys Eric B. Is President d'Eric B. and Rakim Move Your Body de Marshall Jefferson et On The House It's a Demo de Kool G Rap et DJ Polo Rebel Without a Pause de Public Enemy Somethin' Funky de Big Daddy Kane Skeletons de Stevie Wonder Vapors de Biz Markie Old School de Busy Bee | 5:24  |
| 10. | Word to the Mother (Land)                       | Funky President de James Brown Bouncy Lady de Pleasure Gimme What You Got du Pamplemousse | 3:08  |